# Piotr Chachlikowski
Piotr Chachlikowski – polski archeolog, doktor habilitowany nauk humanistycznych. Specjalizuje się w neolicie, petroarcheologii. Profesor uczelniany na Wydziale Archeologii Uniwersytetu im. Adama Mickiewicza w Poznaniu.
Stopień doktorski uzyskał w 1997 na podstawie pracy pt. Kamieniarstwo późnoneolitycznych społeczeństw Kujaw (promotorem była prof. Aleksandra Cofta-Broniewska). Habilitował się w 2016 na podstawie oceny dorobku naukowego i rozprawy pt. Surowce eratyczne w kamieniarstwie społeczeństw wczesnoagrarnych Niżu Polskiego (IV-III tys. przed Ch.).